# Kit e l'omicida
Kit e l'omicida (Pittsville - Ein Safe voll Blut) è un film del 1974 diretto da Krzysztof Zanussi.